# 吳蕙如
吳蕙如（1982年11月12日—）是臺灣射箭選手，為臺南市人。她是台南市四草小漁村長大的女孩，就讀四草的鎮海國小時，因為父親想讓她身體練好一點，讓她從小學三年級時開始練習射箭。
2004年雅典奧運，她與兩位搭檔袁叔琪、陳麗如合力奪得女子射箭團體銅牌，但在個人賽中敗給南韓選手李誠辰，排名第6。吳蕙如也在2006年多哈亞運中奪得女子射箭團體銅牌。
她的名言是：「不管輸還是贏，都沒關係，然後就是，高興地去玩這場比賽。」

## 戰績
- 2003年第13屆亞洲盃射箭錦標賽：女子射箭團體第2名
- 2004年歐洲巡迴賽：女子射箭個人第4名、團體第6名